# AV-teknik
AV-teknik eller AV-hjälpmedel, där AV står för audi[o]visuell, är undervisningshjälpmedel för att med ljud och bild stödja den som undervisar, informerar eller presenterar något. AV-hjälpmedel kan antingen fungera på egen hand, till exempel en reklamfilm, eller komplettera en mänsklig presentatör.
En AV-tekniker installerar och underhåller audiovisuella hjälpmedel, till exempel bildskärmar, mediaspelare och projektorer. Arbetsplatser kan till exempel vara skolor, universitet, utställningslokaler och kommunala AV-centraler.
Exempel på audiovisuella hjälpmedel är svarta tavlan, blädderblock och skolplanscher, klassrumskartor via äldre bandspelare, bildband, smalfilm och overheadprojektor till dagsaktuella tv, video, Internet och annan datorbaserad multimedia. Ofta avser man med AV-teknik de av AV-hjälpmedlen som kräver tekniska apparater, internet och projektorer och då i första hand sådan som används vid presentation inför grupp.

## Historik
Den amerikanske inlärningspsykologen B.F. Skinner var en av förkämparna för användning av AV-teknik.[källa behövs]
I tidiga undervisningsmaskiner, som Auto Tutor, ska exempelvis multiplikationen 3*3 lösas genom att trycka på ett antal alternativa svar i form av knappar A B C D E etc. Westinghouse och IBM byggde också upp försöksundervisning kring en centraldator, systemen utrustades ljuspenna, tangentbord, mikrofilm, bildskärm och hörtelefon. I amerikanska mellanvästern sändes skoltevelektioner från en tv-sändare monterad i ett flygplan. Det fanns fall där telefonväkteri provades för att elever skulle kunna ställa frågor till läraren efter avslutad tevelektion.
Det har även funnits och finns satellitprojekt för undervisning. En annan variant har varit och är utlandsradions språkkurser som är vanligt på kortvåg. Australien har till och med haft klassundervisning på kortvågsradio. Riksradion har under alla år haft diverse kurser för vetgiriga även om det numera är mindre vanligt. Distansundervisningen som skedde i Sverige med hjälp av Hermods, NKI-skolan och liknande inrättningar har från brevburenhet gått över till internets möjligheter.

### AV-teknik i Sverige
En tidig [källa behövs] åtgärd var att skolorna köpte in radiomottagare, eftersom Sveriges radio hade introducerat skolradion.
När TV-mottagaren blev vanlig, föddes skol-tv och då uppstod ett behov att spela in eget material, och något som då kallades skolelektronik föddes. Den gamla 16 mm-projektorn kördes mindre.
I Sverige byggdes det upp AV-Centraler eller Läromedels-Centraler runt om i landet för att serva skolor. 1968 togs ett beslut att en AV-central skulle inrättas vid varje universitet. Mycket av utrustningen som förvaltades var av typ hemelektronik och fotografiutrusning, men man byggde också TV-studior, så kallade STV-utrustningar, som spelade in AV-media som användes tillsammans med UR:s material. Här gjorde man även bildband och diabilder, ofta med tillhörande ljudband, som ersatte de äldre skolplanscherna och episkopen. AV-centralerna kan betraktas som föregångare till dagens universitetstelevision som producerar utbildningsmaterial för spridning via TV och internet.
En betydelsefull komplettering till svarta tavlan var OH-projektorn. Vid högre lärosäten gjordes en del satsningar på diabildsvisning med många projektorer samtidigt men att utarbeta läromedel för detta är besvärligt. Det var däremot vanligt att storföretag gjorde sina presentationer enligt denna metod. Språklabben var populära, men det visade sig att bandspelare video/ljud och övrig teknisk utrustning krävde mycket och regelbundet underhåll.
AV-tekniken integrerades stegvis via multimedia till modern IT-teknik. Datorn tar mer och mer över den roll som den gamla skolelektroniken hade, där allt som distansundervisning, redigering av digital videofilm och författande av lektionsmaterial sker med en vanlig dator. Likaså kan stillbilder visas på vägg med data-videoprojektorer, det blev nästa stora komplettering av svarta tavlan och overheadprojektorn. Idag har IT-projektorn och andra tekniska hjälpmedel kommit in i många konferens- och utbildningslokaler.
AV-centralerna har avvecklats och ersatta av internets söksystem och möjligheter att lagra multimedia. S
Planetarium och framförallt 360 graders-biografer, omnimaxbiografer eller Imaxbiografer som Cosmonova gränsar till underhållningsbranschen.
Museer och inrättningar som vetenskapscenter typ universeum är till för folkbildning och visualiserar saker som för dyra att utföra i skolmiljö.
Svensk lagstiftning på området styrs bland annat av Europeiska unionens "Direktiv om audiovisuella medietjänster utan gränser", kortfattat AV-direktivet.[förklaring behövs]

## AV-tekniken idag
Tanken på en maskin eller dator som ersätter läraren eller presentatören helt anses i dag som förlegad inom pedagogiken. Dock kan olika former av teknik vara ett bra sätt att förtydliga, förstärka eller visualisera saker som annars blir svåra att förklara.
Smartboard och liknande anordningar som ersätter svarta och vita tavlor med kritor och tuschpennor har haft en trög inledning, men kan komma att bli en integrerad del av klassrummet.